# Минск (гостиница, Москва)

Гостиница «Минск» на улице Горького в Москве, 1965 год

«Минск» — гостиница в Москве, существовавшая в 1964—2005 годах по адресу улица Горького, 22.

## История
В 1930-х годах на этом месте планировалось строительство монументального жилого дома Центрального управления дорог и транспорта (Цудортранс) по проекту А. Т. Капустиной и В. М. Кусакова. Арка в середине здания должна была перекрывать выходящий здесь на улицу Дегтярный переулок. Однако этот проект так и не был реализован.

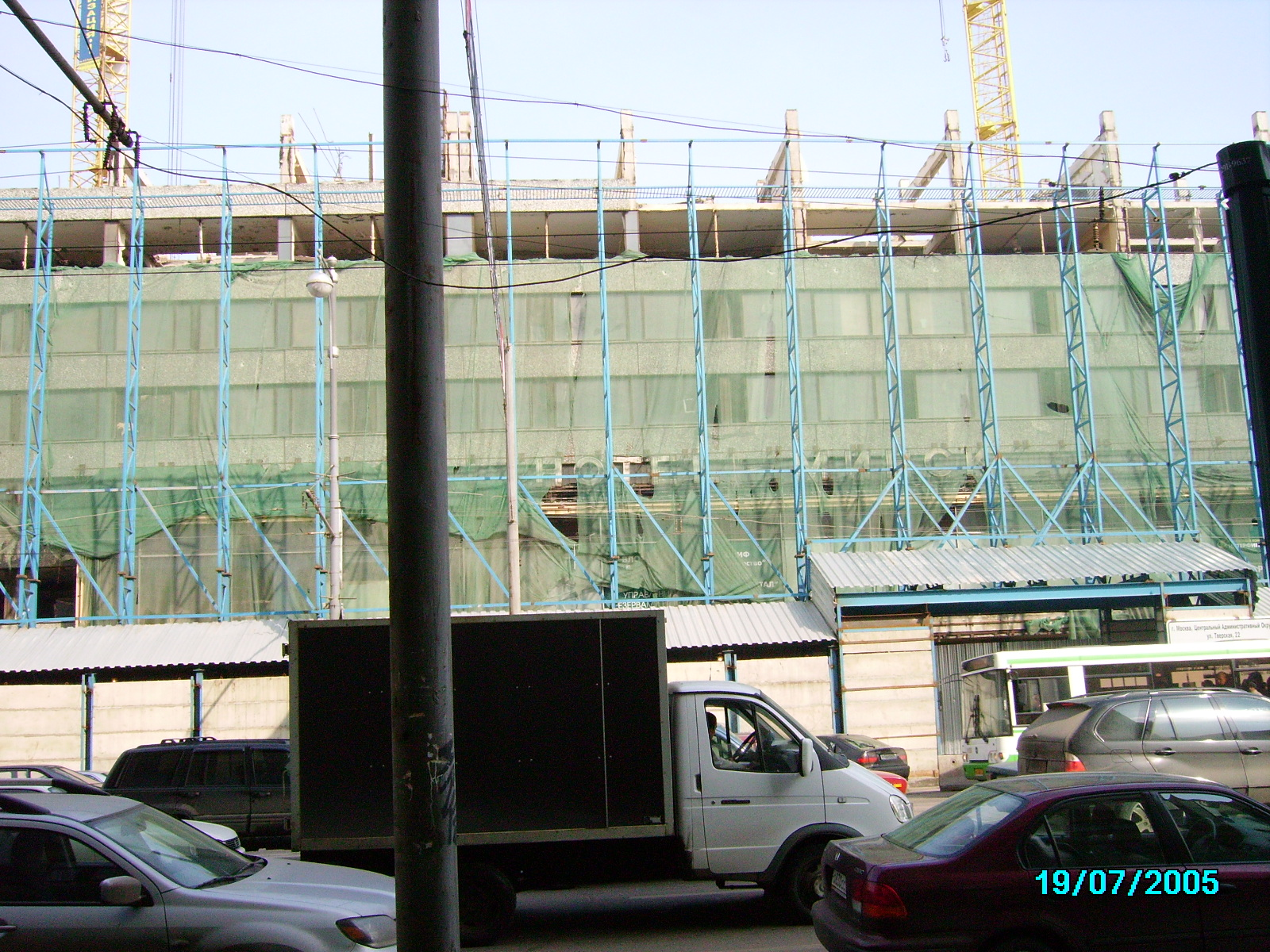
Реконструкция гостиницы «Минск»

В 1963—1964 годах была построена 9-10-этажная гостиница, которая расположена с некоторым отступом от красной линии. Авторы проекта — архитекторы А. Е. Аркин, В. Э. Кильпе и инженер С. В. Хвостов. Совершенно гладкий фасад расчленён горизонтальными полосами ленточных окон. Гостиница имела номерной фонд в 354 номера (565 мест).
17 апреля 1970 года в гостинице умер известный советский актёр Павел Луспекаев.
В 2005 году гостиница была закрыта на реконструкцию. Однако затем здание полностью разобрали и построили многофункциональный комплекс SUMMIT с гостиницей «ИнтерКонтинентал Тверская», торговой зоной и офисным центром (2007—2011).